# Morte térmica do Universo
A morte térmica é como se especula um possível estado final do universo, no qual ele "decairia" para um estado de nenhuma energia livre que pudesse sustentar movimento ou vida. O estado de morte térmica não implica uma temperatura absoluta em particular. Apenas requer que as diferenças de temperatura então existentes não poderiam ser utilizadas para realizar trabalho. Em termos físicos, a morte térmica significa que o universo terá alcançado entropia máxima.
A hipótese de uma morte térmica universal surgiu das ideias dos anos 1850 de William Thomson (Lord Kelvin), que extrapolou a visão da perda de energia mecânica na natureza da teoria do calor, como as englobadas nas primeiras duas leis da termodinâmica, a uma situação universal.

## Origens da ideia
A ideia de morte térmica advém da segunda lei da termodinâmica, a qual estabelece que a entropia tende a aumentar em um sistema isolado. Se o universo durar por um tempo suficiente,  ele irá assimptoticamente aproximar-se de uma estado onde toda a energia é uniformemente distribuída. Em outras palavras, na natureza há uma tendência para a dissipação (perda de energia) de energia mecânica (movimento); então, por extrapolação, existe a visão de que o movimento mecânico do universo decai no tempo devido à segunda lei. A ideia de morte térmica foi proposta em vagos termos primeiramente em 1851 por William Thomson, que teorizou adicionalmente sobre a perda de energia mecânica de Sadi Carnot (1824), James Joule (1843), e Rudolf Clausius (1850). As visões de Thomson foram então elaboradas mais detalhadamente na década seguinte por Hermann von Helmholtz e William Rankine.

### História
A ideia da morte térmica do universo deriva da discussão da aplicação das primeiras duas leis da termodinâmica aos processos universais. Especificamente, em 1851 William Thomson esboçou a visão, baseado em experimentos sobre a teoria dinâmica do calor, que "calor não é uma substância, mas uma forma dinâmica de efeito mecânico, nós percebemos que esta deve ser uma equivalência entre trabalho mecânico e calor, como entre causa e efeito."

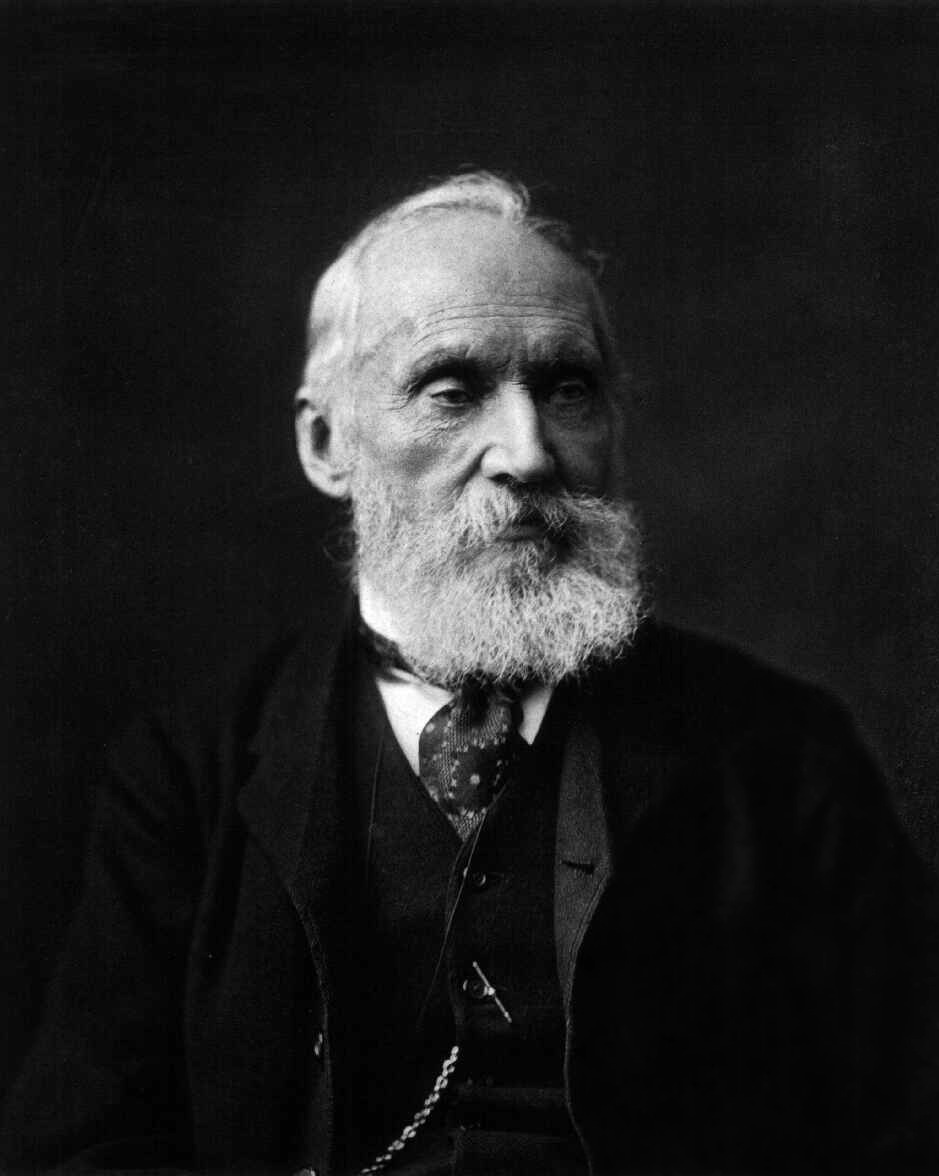
William Thomson (Lord Kelvin) - criador da ideia de morte térmica universal em 1852.

Em 1852, Thomson publicou Sobre uma Tendência Universal na Natureza para a Dissipação da Energia Mecânica (originalmente em inglês On a Universal Tendency in Nature to the Dissipation of Mechanical Energy) na qual ele esboçou os rudimentos da segunda lei da termodinâmica sumarizada pela visão que movimento mecânico e a energia usada para criar este movimento irá tender a dissipar-se ou decair, naturalmente. As ideias neste artigo, em relação a sua aplicação à idade do Sol e a dinâmica da operação universal, atraíram as atenções de William Rankine e Hermann von Helmholtz. Os três disseram ter trocado ideias sobre este assunto. Em 1862, Thomson publicou o artigo Sobre a idade do calor do sol (originalmente On the age of the sun’s heat) no qual ele reiterava suas crenças fundamentais na indestrutibilidade da energia (a primeira lei da termodinâmica) e a dissipação universal do calor(a segunda lei), conduzindo à difusão do calor, cessação do movimento, e exaustão da energia potencial através do universo material ao esclarecer seu ponto de vista das consequências para o universo como um todo. O parágrafo chave é:
Aqui, percebe-se os paradigmas da Física do século XIX, em pensar o Universo como infinito em tamanho e de geometria de um espaço euclideano infinito, exatamente pois fundamentada ainda Mecânica Clássica de Newton, anterior ainda a Cosmologia consequente da Teoria Geral da Relatividade e suas implicações.
Nos anos que se seguiram tanto os artigos de Thomson em 1852 e 1865, tanto Helmholtz e Rankine creditaram a Thomson a ideia, mas leituras adicionais em seus artigos nas publicações estabelecem que Thomson afirmava que o universo iria terminar em uma "morte térmica" (Helmholtz) a qual iria ser o "fim de todos os fenômenos físicos" (Rankine).